# تحت الأرض (فلم)
تحت الأرض (فيلم) (بالإنجليزية: Underground) (باللغة الصربية: Подземље / Podzemlje) فيلم للمخرج الصربي "أمير كوستوريتسا Emir Kusturica"، وهو من نوع أفلام الدراما والكوميدى إنتاج عام 1995. الفيلم يعرض قصة يوغسلافيا الملحمية تبدأ من الحرب العالمية الثانية وحتى الحروب اليوغسلافية. الفيلم إنتاج مشترك عالمى من (صربيا – فرنسا – ألمانيا – جمهورية التشيك – المجر). تم عرض الفيلم في دور العرض بالنسخة التي مدة عرضها 163 دقيقة، وقال المخرج كوستوريتسا أن فيلمه مدة عرضه ثلاث ساعات وعشرين دقيقة ولكنه إضطر لتقصير الفيلم بناء على طلب المنتجين المشاركين. حصل الفيلم على جائزة "السعفة الذهبية" 1995 Cannes Film Festival في مهرجان "كان"، وهي المرة الثانية التي يحصل فيها على هذه الجائزة حيث أنه حصل عليها في عام 1985 مع فيلمه "عندما كان الأب بعيدا في العمل".

## طاقم التمثيل
- ميكي مانوجلافوك: في دور «ماركو درين» مسؤول الحزب الشيوعي الذي يتسلق سلم الحزب ويصبح تاجر أسلحة
- لازار ريستوفسكي: في دور «بيتاربلاكى بوبارا» كهربائي إنضم للحزب الشيوعي قبل الحرب العالمية الثانية ليصبح وطني صربي خلال الحروب اليوغوسلافية
- ميرجانا جوكوفيتش: في دور «ناتاليا زوفكوف»  الممثلة المسرحية الإنتهازية التي تغير ولاءها بإستمرار
- سلافكو ستيماك: في دور «إبفان درين» شقيق ماركو المتلعثم الذي يعتني بحيوانات الحديقة
- ارنست ستوتنزار: في دور «فرانز» الضابط المسئول في «بلجراد»
- سرديان تودوروفيتش: في دور «جوفان بوبارا» ابن «بلاكي»
- ماريانا كارانوفك: في دور «فيرا» زوجة «بلاكي»
- دانيلو ستوجكوفيك: في دور الجد
- بورا تودوروفيك: في دور «جولاب» قائد فريق الموسيقى النحاسية
- دافور ديوموفيك: في دور «باتا» الأخ المعاق

## أحداث الفيلم
في صباح 6 أبريل 1941 في بلجراد، عاصمة مملكة يوغسلافيا، يتجه اثنان من مزارعي بون الموهوبين «بيتار بوبارا»، الملقب (بلاكي) و«ماركو درين» ويمرون عبر كاليمجدان ويحيون أخو ماركو «إيفان»، حارس الحيوانات في حديقة حيوان بلجراد. يخبر ماركو زوجة بلاكي الحامل «فيرا» بأنهم سجلوا بلاكي في الحزب الشيوعي. فجأة يسمع الجميع هدير الطائرات وتبدأ القنابل الألمانية تتساقط على بلجراد، وبعد إنتهاء الغارة الجوية، يخرج بلاكي ضد رغبة زوجته ويتفقد المدينة المدمرة، يشاهد أنقاض المباني والحيوانات البرية الهاربة من حديقة الحيوانات، ويصطدم أيضًا بإيفان الساخط وهو يحمل طفل شمبانزي صغير أسمه سوني. يتم إنكسار مقاومة الجيش اليوغوسلافي بسرعة، وسرعان ما تحتل القوات الألمانية المملكة بأكملها. يقيم ماركو مخزنًا للأسلحة ومخبأً في قبو منزل جده، بعد إعتراض ماركو وبلاكي لقطار يشحن كمية كبيرة من الأسلحة، ويتم الإعلان عن ماركو وبلاكي على أنهما قطاع طرق خطرين في نشرات الإذاعة الألمانية. بينما كان بلاكي يختبئ في الغابة حيث يكثف الألمان غاراتهم في المدينة، يأخذ ماركو فيرا وكثيرين آخرين إلى القبو للإختباء، حيث تلد فيرا طفلاً تسميه جوفان قبل أن تموت. تمر ثلاث سنوات وفي عام 1944، يحتفل بلاكي بعيد ميلاد أبنه في استراحة مقر شيوعي محلي، ويتوجه أفضل صديقين (ماركو وبلاكي) إلى المسرح في مزاج مرح، بينما ناتاليا (الممثلة المسرحية الإنتهازية التي تغير ولاءها باستمرار) تؤدي على خشبة المسرح أمام فرانز (الضابط الألماني المسئول في بلجراد) وضباط ألمان آخرين، ويطلق بلاكي النار على صدر فرانز. بعد بضعة أيام وفي عيد الفصح عام 1944، يشاهد ماركو وناتاليا، وهما الآن زوجان، وبلاكي يرقد في غيبوبة، وفي أواخر أكتوبر، يدخل الجيش الأحمر برفقة أنصار يوغوسلافيين بلغراد، ويلقي ماركو خطبًا ناريًا من شرفة المسرح الوطني، ويتواصل مع جوزيب بروز تيتو، ورينكوفيتش وإدجارد كارديلي، وهو يقف بجوار تيتو أثناء العروض العسكرية في وسط مدينة بلجراد.
في عام 1961، يصبح ماركو أحد أقرب شركاء تيتو ومستشاريه، بينما لا يزال بلاكي الذي تم شفاؤه جسديًا ورفاقه في القبو تحت الإنطباع بأن الحرب لا تزال مستمرة. يحضر ماركو وزوجته ناتاليا حفل إفتتاح مركز ثقافي وإزاحة الستار عن تمثال بلاكي، الذي يعتقد الجميع أنه مات، وأصبح بطل شعبي. يشرف ماركو على تصنيع الأسلحة بل ويتحكم في الوقت بإضافة ساعات إلى يوم حتى يعتقد الناس في القبو أن 15 عامًا فقط مرت منذ بداية الحرب العالمية الثانية بدلاً من 20، إنهم يصنعون الأسلحة باستمرار، وماركو يستفيد منها بشكل كبير.
يبدأ تصوير فيلم ملحمي برعاية الدولة يستند إلى مذكرات ماركو بعنوان «يأتي الربيع علي ظهر جواد أبيض». يعلن ماركو إن أبنه جوفان البالغ من العمر 20 عامًا، سيتزوج من يلينا، الفتاة التي نشأ معها في القبو، وتتم دعوة ماركو وناتاليا بشكل طبيعي للإحتفال. يتجول سونى الشمبانزي في القبو ويحدث ثقبًا في الحائط، ويخرج سوني ويتبعه آخرين، كما يخرج بلاكي مع أبنه يوفان من تحت الأرض لأول مرة منذ عقود، يواجهون مجموعة تصوير فيلم «يأتي الربيع علي ظهر جواد أبيض»، وحيث أن بلاكي ومن خرج معه يؤمنون أن الحرب لا تزال مستمرة، فهو يقتل إثنين من الممثلين اللذين يلعبان أدوار الألمان، ويغرق جوفان لكن بلاكي يهرب.
في عام 1992، وفي ذروة الحروب اليوغوسلافية، يعود إيفان (شقيق ماركو) للظهور ويعثر على ماركو، الذي يحاول التوسط في صفقة أسلحة في وسط منطقة النزاع، وتنفذ الصفقة ويلحق إيفان بماركو ويضربه حتى يفقده الوعي، ثم ينتحر. تصل ناتاليا وتندفع إلى جانب ماركو معلنةً حبها له، ويتم القبض عليهم من قبل المسلحين ويأمروا بإعدامهم كتجار أسلحة من قبل قائد المسلحين، بلاكي. ينقل بلاكي مجموعته إلى القبو الذي عاش فيه منذ سنوات، ويأخذ سوني معه، يرى صورة يوفان في بئر، ويسقط عن غير قصد وهو يمد يده إليها ليلتقطها. تتاتبع مشاهد النهاية فيما يشبه الحلم، حيث يلتقي بلاكي وماركو وآخرين في حفل عشاء خارجي للإحتفال بزفاف جوفان. يلقي إيفان بضع كلمات فراق تنتهي بعبارة «ذات مرة  كانت هناك دولة».

## الإنتاج
بدأ تصوير الفيلم في خريف 1993 واستمر بشكل متقطع حتى أوائل ربيع 1995. كان لمؤسسة راديو وتلفزيون صربيا المملوكة للدولة دور صغير في تمويل الفيلم، واستخدم الفيلم معدات الجيش اليوغوسلافي المستأجرة.
تشمل الموسيقى التصويرية للفيلم موسيقى جوران بريجوفيتش ومشاركة تشيزاريا إيفورا.

## إستقبال الفيلم
لم يتم الكتابة ونقد الفيلم على نطاق واسع من قبل نقاد اللغة الإنجليزية، على الرغم من إنه إكتسب نقد إيجابي بشكل عام. منح موقع الطماطم الفاسدة الفيلم تقييم 86% بناء على 35 مقالة للنقاد، وفي صحيفة نيويورك ديلي نيوز، أشاد ديف كير بالفيلم بإعتباره «ذكيًا بشدة وعاطفيًا»،  ووصفه كيفن توماس من صحيفة لوس أنجلوس تايمز بأنه «فيلم مترامي الأطراف وصاخب وحيوي مليء بروح الدعابة السوداء السخيفة الفاحشة وألم لا يوصف ومعاناة وظلم»، وإستعرضت ديبورا يونج من مجلة فاراياتي الفيلم بعد مشاهدته في مهرجان كان السينمائي عام 1995، وأشادت به ووصفته بأنه «سيرك يترك المشاهد في حالة ذهول وإرهاق، لكنه يتركه أيضا في حالة من شدة الإعجاب، وإذا كان فيليني قد صور فيلم حرب، فقد يكون يشبه هذا الفيلم».

## ردود الفعل السياسية
رأى النقاد في الشخصيات ماركو وبلاكي على أنها «مثالية المخرج كوستوريكا»  للصرب المحاصرين من قبل التاريخ والأشرار الآخرين وقيامهم بأفعال يائسة، بينما الشخصيات الجبانة في الفيلم هم الكروات والبوسنيون، الذين إختاروا الخيانة والتعاون.
طوال التسعينيات، تعرض كوستوريكا كثيرًا للهجوم من قبل المثقفين الفرنسيين برنار هنري ليفي وآلان فينكيلكراوت في وسائل الإعلام الفرنسية بسبب خيارات حياته المهنية، وبشكل عام تبنى الاثنان وجهة النظر القومية الرسمية لمسلمي البوسنة عن كوستوريكا على أنه "خائن عبر إلى جانب العدو وبالتالي أدار ظهره لمدينته وجذوره العرقية وأمته.

## الجوائز
حصل الفيلم على جائزة السعفة الذهبية في مهرجان كان السينمائي عام 1995، التي تعتبر أعلى تكريم في المهرجان. كانت هذه الجائزة الثانية من نوعها للمخرج أمير كوستوريكا بعد فيلمه «عندما كان الأب بعيدًا في العمل When Father Was Away on Business». تم إختيار الفيلم باعتباره المدخل الصربي لأفضل فيلم بلغة أجنبية في حفل توزيع جوائز الأوسكار رقم 68، ولكن لم يتم قبوله كمرشح، وأيضًا ترشح لأفضل فيلم أجنبي في حفل جوائز إندبندنت سبيريت الثالث عشر بعد ما يقرب من 3 سنوات من فوز الفيلم بالسعفة الذهبية، لكنه خسر.

## وصلات خارجية
- Underground  في قاعدة بيانات الأفلام على الإنترنت (بالإنجليزية)
- Underground على موقع أول موفي.
- Underground في روتن توميتوز.